# 学研ホールディングス
株式会社学研ホールディングス（がっけんホールディングス、英: GAKKEN HOLDINGS CO.,LTD.）は東京都品川区西五反田に本社を置き、学習塾をはじめとした分野や、医療福祉分野での事業を展開する学研グループの持株会社である。
2009年（平成21年）10月1日、旧社名の学習研究社（がくしゅうけんきゅうしゃ）より変更した（後述）。

## 概要
『中学コース』、『科学と学習』等の学習参考書や児童書では国内トップのシェアを誇り、M&Aを通じて学習塾を全国に展開している。
学習雑誌は書店を通さず、小学校の教室で教師が集金・配布するという販売システムを採用していたが、1971年（昭和46年）に日本消費者連盟の批判を受け廃止。翌年10月からは、「学研コンパニオン」（学研のおばちゃん）という女性販売員が直接家庭に届ける訪問販売へ転換して勢力を維持した。
2000年代より少子化と出版不況の影響で収益悪化が顕著となり、事業撤退や社員のリストラによる経営のスリム化を図るようになる。
- 2004年（平成16年）7月、子会社の立風書房を吸収合併[3]。
- 2005年（平成17年）秋、子会社であった学研クレジットを、NIFベンチャーズ系の投資会社に売却した[4]。
- 2006年（平成18年）3月、玩具事業を、学研ステイフルと学研トイズに分割している。

2009年（平成21年）10月1日、持株会社体制へ移行（後述）。
2022年（令和4年）10月1日、学研教育みらい、学研プラス、学研メディカル秀潤社、学研出版サービスの合併により総合出版社として、Gakkenを設立。
1962年（昭和37年）に落成したかつての本社は、東京都大田区上池台にあり、東海道新幹線と横須賀線で多摩川を渡り東京都内に入った際の目印として親しまれた。しかし、建物の老朽化に加え、業務拡張に伴う本社機能の分散化とアクセスの悪さも目立っていた。2008年（平成20年）秋、品川区西五反田に建設された現本社へと移転した。

## 沿革
参照：

### 1940-50年代
- 1946年（昭和21年）4月 - 古岡秀人が、学習研究社を創業。
- 1947年（昭和22年）3月31日[8] - 東京都品川区平塚町八丁目に、株式会社学習研究社を設立（法人化）。
- 1958年（昭和33年）6月 - 連結子会社のよいこのくに社を吸収合併[9]。

### 1960-70年代
- 1965年（昭和40年）6月 - 出版業の子会社として、研秀出版（後の学研ネクスト）を設立。
- 1966年（昭和41年）11月 - 出版業の子会社として、立風書房を設立。
- 1972年（昭和47年）10月 -「学研のおばちゃん」事業を開始[2]。
- 1975年（昭和50年）9月 -  医学書出版の子会社として、秀潤社（後の学研メディカル秀潤社）を設立。

### 1980-90年代
- 1982年（昭和57年）8月16日[1] - 東証第2部市場に新規上場。
- 1982年（昭和57年）9月 - 連結子会社の学研割賦販売を吸収合併[10]。
- 1984年（昭和59年）2月 - 東証第1部市場に銘柄指定替え。
- 1987年（昭和62年） - 香港法人（貿易会社）として、Gakken (Hong Kong) Co., Ltd.を設立。
- 1988年（昭和63年） - 音楽事業の子会社として、プラッツアーティスト（後の学研ライツマネジメント）を設立。
- 1990年（平成2年）10月12日 - 連結子会社の学研ジー・アイ・シーと、イーエスティー教育システムの合併を発表[11]。
- 1992年（平成4年）10月 - 物流子会社として、学研ロジスティクスを設立。
- 1994年（平成6年）10月 - 所沢総合流通センター（埼玉県入間郡三芳町）に物流拠点を移転。

### 2000年代
- 2003年（平成15年）8月 - モバイル事業者のインデックスと資本提携[12]。
- 2004年（平成16年）7月 - 連結子会社の立風書房を吸収合併[3]。
- 2005年（平成17年）2月 - 第三者評価事業の子会社として、R&C（現：学研データサービス）を設立。
- 2006年（平成18年）5月1日 - 大手ゲームソフトメーカーのスクウェア・エニックスとの共同出資により、SGラボを設立[13]。
- 2006年（平成18年）12月13日 - 進学塾経営の東北ベストスタディの全株式を取得したと発表[14]。
- 2007年（平成19年）3月 - 大手家庭教師事業のタートルスタディスタッフ（現：学研エル・スタッフィング）を買収。
- 2007年（平成19年）12月12日 - 進学塾経営のホットライン（後の学研アイズ）の株式70.0％を取得[15]。
- 2008年（平成20年）2月 - 進学塾経営の秀文社（現：学研スタディエ）と、WASEDA SINGAPORE PTE.LTD.を買収。
- 2008年（平成20年）7月 - 介護事業の中間持株会社として、学研ココファンホールディングスを設立。
- 2008年（平成20年）8月 - 品川区西五反田2丁目の学研ビルに本店移転。
- 2009年（平成21年）1月13日 - 進学塾運営の創造学園の株式70.0%を取得[16]。
- 2009年（平成21年）1月21日 - 学習塾運営の早稲田スクールの株式70.0%を取得[17]。
- 2009年（平成21年）10月1日 - 純粋持株会社へ移行、商号を株式会社学研ホールディングスへ変更[18]。

（1）事業部門の新設分割
| ① 教室・塾：学研エデュケーショナル ③ 学び・児童出版：学研教育出版 ⑤ 店頭販促業務：学研出版サービス ⑦ シェアードサービス：学研ビジネスサポート |  | ② 暮らし・教養・エンタメ：学研パブリッシング ④ 出版物の販売、販促業務：学研マーケティング ⑥ 製作資材本部：学研プロダクツサポート ⑧ 一部コーポレート：学研ファシリティサービス |

（2）事業部門の吸収分割
| ① 園・学校：学研教育みらい ③ 家庭訪問販売：学研ネクスト（旧研秀出版） |  | ② メディカル出版業務：学研メディカル秀潤社（旧秀潤社） |

### 2010年代
- 2010年（平成22年）4月 - 教室・塾事業の中間持株会社として、学研塾ホールディングス（旧学研ネットワーク、現：学研教育ホールディングス）を設立。
- 2010年（平成22年）7月1日 - 出版子会社3社[注 3]の共同株式移転により、中間持株会社として学研出版ホールディングスを設立[19]。
- 2010年（平成22年）7月1日 - 連結子会社の学研プロダクツサポートが学研ビジネスサポート、学研ファシリティサービスの2社を吸収合併[20]。
- 2010年（平成22年）10月1日 - 連結子会社の学研R&Cが学研データサービス（初代）を吸収合併のうえ、学研データサービス（2代）に商号変更[21]。
- 2012年（平成24年）6月 - 障がい者雇用促進を目的として、学研スマイルハート（現：学研スマイルハートフル）を設立。
- 2012年（平成24年）9月 - 連結子会社の学研ココファンHDが、福祉・介護施設運営のユーミーケアの全株式を取得[22]。
- 2013年（平成25年）2月20日 - 連結子会社の学研塾HDが、進学塾運営のイングの株式70.0％を取得[23]。
- 2013年（平成25年）5月17日 - 同業の市進ホールディングスとの共同幼児教育会社として、GIビレッジを設立[24]。
- 2013年（平成25年）8月15日 - 連結子会社の学研塾HDが、進学塾運営の全教研の全株式を取得[25]。
- 2013年（平成25年）10月1日 - 電子出版事業の連結子会社として、ブックビヨンドを設立[26]。
- 2014年（平成26年）1月24日 - 吹田市江坂にGakken大阪本社を設立、大阪に支店機能を置くグループ会社の事務所を統合[27]。
- 2014年（平成26年）8月29日 - 大手学習塾の栄光ホールディングス（現：Z会ホールディングス）との資本業務提携を発表[28]。
- 2014年（平成26年）10月1日 - 連結子会社の学研ココファンHDが、シニア住宅と子育て支援施設事業のエス・ピー・エーとシスケアの両社を買収[29]。
- 2014年（平成26年）10月8日 - 教育ICT事業の連結子会社として、学研教育アイ・シー・ティーを設立[30]。
- 2015年（平成27年）3月3日 - 連結子会社の学研出版HDが、学習参考書出版・販売事業の文理の株式63.3％を取得[31]。
- 2015年（平成27年）5月1日 - 連結子会社のシスケアが、エス・ピー・エーを吸収合併[32]。
- 2015年（平成27年）7月 - ミャンマーのIT企業ACEグループとの共同教室事業会社として、Gakken Ace Education Co., Ltd.を設立。
- 2015年（平成27年）7月14日 - 連結子会社の学研メディカル秀潤社がインドネシア法人として、PT. Gakken Health and Education Indonesia[注 4]を設立[33]。
- 2015年（平成27年）10月1日 - 連結子会社間の吸収合併を実施[34][35]。

| ① 学研マーケティング、学研教育出版、学研パブリッシングの3社合併により、学研プラスを設立。 |  | ② 学研メディコン、学研ネクストの合併と、一部事業の吸収（学研教育みらい、学研教育出版）により、学研アソシエを設立。 |

- 2015年（平成27年）10月 - 連結子会社の学研ココファンが、ユーミーケアを吸収合併[36]。
- 2015年（平成27年）10月 - シンガポールにアジア地域統括会社として、Gakken Asia Pacific Pte.Ltd.を設立。
- 2015年（平成27年）11月20日 - ソニーの子会社ソニー・グローバルエデュケーションと業務提携[37]。
- 2015年（平成27年）12月 - マレーシア法人として、Gakken Education Malaysia Sdn.Bhd.を設立。
- 2016年（平成28年）4月 - 連結子会社の学研スタディエ（旧秀文社）が、東北ベストスタディを吸収合併[38]。
- 2016年（平成28年）6月 - タイの出版社ナンミーブックスグループとの共同教室事業会社として、Gakken Nanmeebooks Education Co., Ltd.を設立
- 2017年（平成29年）2月 - グローバル人材関連事業会社として、TOKYO GLOBAL GATEWAYを設立。
- 2017年（平成29年）10月 - 連結子会社の学研プラスがブックビヨンド、学研教育アイ・シー・ティーの両社を吸収合併[39]。
- 2017年（平成29年）11月 - 連結子会社の学研塾HDが、学習塾運営の文理学院を買収[40]。
- 2018年（平成30年）2月 - 講師派遣事業のジェイテックスマネジメントセンター（現：TOASU）を買収。
- 2018年（平成30年）9月10日 - 日本政策投資銀行と共同で、三光ソフランホールディングスから大手介護サービス会社のメディカル・ケア・サービス買収[41]。
- 2018年（平成30年）10月 -  連結子会社の学研教育みらいが学研イノベーションを合併のうえ、学研アソシエの採用支援事業を吸収[42]。
- 2018年（平成30年）10月 -  連結子会社の高等進学塾が、コーシン社を吸収合併[43]。
- 2018年（平成30年）12月 -  連結子会社の学研スタディエが、台湾の学習塾の飛翔文教股份有限公司を買収。
- 2019年（平成31年）1月1日 - 連結子会社の学研プラスが、学研出版HDを吸収合併[44]。
- 2019年（平成31年）4月 - 連結子会社の学研スタディエがベトナム法人として、GAKKEN STUDY ET VIETNAM CO.,LTD.を設立。
- 2019年（令和元年）9月 - コンサルティング事業のアイ・シー・ネットを買収。
- 2019年（令和元年）10月1日 - 連結子会社の学研教育みらいが、学研アソシエを吸収合併[45]。

### 2020年代
- 2020年7月1日 - 連結子会社の学研プラスと日本創発グループの共同出資により、ワン・パブリッシング（OP社）を設立のうえで学研プラスのメディア事業[注 5]をOP社に譲渡[46]。
- 2020年12月 - 連結子会社の学研プラスが大手ビジネス出版社のダイヤモンド社より、地球の歩き方事業を譲受[47]。
- 2021年1月 - 国内最大手の子育て支援事業のJPホールディングスの株式30.72％を取得[48]。
- 2021年9月 - 連結子会社の学研塾HDが同業のやる気スイッチグループとの合弁会社として、YGCを設立[49]。
- 2021年10月1日 - 連結子会社の学研ココファンが学研ココファンHDを合併のうえ、学研インテリジェンス（旧学研ココファンスタッフ）の一部事業を吸収[50]。
- 2021年12月1日 - DX事業子会社として、Gakken LEAPを設立[51]。
- 2022年3月31日 - 外国人向けメディア事業のジープラスメディアの全株式を取得[52]。
- 2022年4月 - 東証の市場区分見直しに伴い、プライム市場に移行。
- 2022年10月1日 - 連結子会社の学研教育みらい、学研プラス、学研出版サービス、学研メディカル秀潤社の合併により、Gakkenを設立[5]。
- 2022年10月3日 - 連結子会社の学研ココファンときずなホールディングスの共同出資により共同終活事業会社として、学研ファミーユを設立[53]。
- 2023年4月 - ベトナム教育出版大手DTP Education Solutions JSCと資本業務提携契約を締結[54]
- 2023年5月1日 - 学習塾運営のエヌイーホールディングスの全株式を取得[55]。
- 2023年7月1日 - 連結子会社の学研ステイフルの株式の51.0%を、日本出版販売へ譲渡[56]。
- 2023年7月1日 - 連結子会社の学研スマイルハートがMCSハートフルを吸収合併のうえ、学研スマイルハートフルに商号変更[57]。
- 2023年7月28日 - 大手学習塾の市進HDを連結子会社化[58]。
- 2023年11月1日 - 株式会社学研ココファンが株式会社ジェイ・エス・ビーから株式会社グランユニライフケアサービスの全株式を譲受[59]。
- 2023年11月28日 - JPホールディングスの保有分株式のすべてを、ダスキンに譲渡[60]
- 2024年9月 - 連結子会社のGakkenが、桐原書店を買収[61]
- 2024年10月1日 - 連結子会社の学研エデュケーショナルが、学研Link[注 6]の全株式を取得[62]
- 2024年12月 - ベトナム教育出版大手DTP Education Solutions JSCを連結子会社化[63]

## グループ会社

### 子会社
- 株式会社市進ホールディングス
  - 株式会社市進 - 「市進学院」「市進予備校」「個太郎塾FC教室」「パンセフロンティエル」の運営およびオンライン授業を展開
    - 株式会社NPS成田予備校 - 学習塾「NPS成田予備校」を運営
    - 株式会社IGH - 市進学院東戸塚教室を運営

  - 株式会社市進東京 - 東京地区で「市進学院」を運営
  - 株式会社個学舎 - 「個太郎塾」「個太郎塾スタディジム」「プロ家庭教師ウイング」「有備館ゼミナール」「大学受験Oar（オール）」の運営およびフランチャイズ事業を展開
  - 株式会社茨進 - 「茨進ゼミナール」「いばしん個別指導学院」「茨進 中学受験ゼミ」「茨進ハイスクール」等を運営
    - 有限会社典和進学ゼミナール - 茨城県水戸市で「典和進学ゼミナール」を運営
    - 有限会社敬愛 - 茨城県水戸市でデイホーム、グループホーム「お母さんの家」を運営

  - 株式会社市進ラボ - 「桐杏学園」「アフタスクールナナカラ」「みらいえインターナショナルスクール」を運営
  - 株式会社ウイングネット - 映像授業「ウイングネット」「ベーシックウイング」「スーパーウイング」などを中心とした学習塾・学校へのトータルサポート
  - ジャパンライム株式会社 - 映像企画制作・販売事業、ホームページ制作事業、フィットネス事業等を運営
  - 株式会社アイウイングトラベル - 国内外旅行プランの企画・手配サービス
  - 株式会社江戸カルチャーセンター - 東京都港区で外国人向けの日本語学校「江戸カルチャーセンター日本語学校」を運営
  - 株式会社市進ケアサービス - 埼玉県でデイサービス、認知症対応型共同生活介護施設、小規模多機能型居宅介護施設、居宅介護支援事業、介護系資格取得支援事業等を運営
  - 株式会社時の生産物 - 東京都内でデイサービス、居宅介護支援事業、訪問介護事業を運営
  - 株式会社プレジャー・コム - 東京都内で小規模デイサービス「ふくろうの家」を運営
  - 株式会社ゆい - 神奈川県内で居宅介護支援、訪問介護、障がい者総合支援事業（重度訪問介護を含む）、グループホーム、小規模多機能型居宅介護・看護等を運営
  - 紙ふうせん株式会社 - 東京都世田谷区で居宅介護支援、訪問介護支援、訪問看護ステーションを運営
  - トップケアサイエンス有限会社 - 千葉市での住宅型有料老人ホーム、サ高住、訪問介護等の運営
  - 株式会社市進アシスト - 特例子会社
  - 株式会社市進コンサルティング - コンサルティング事業、研修事業、研修コンテンツの開発販売事業を運営
  - 市進インディア
  - 香港市進有限公司
    - 新譽有限公司
- 株式会社学研教育ホールディングス - 教育・学習塾部門の統括を行う中間持株会社。商号保全会社を持株会社へ転換させて事業開始。
  - 株式会社学研エデュケーショナル　- 学習教室「学研教室」、学習教室「学研スクエア」、幼児教室「めばえ教室」、通信教育サービス「学研通信講座」などを運営。
  - 株式会社学研エル・スタッフィング - 家庭教師事業「学研の家庭教師」サポート校事業「学研のサポート校WILL学園」 などを運営。
  - 株式会社学研スタディエ - 埼玉を中心に進学塾「サイン・ワン」・個別指導教室「G-PAPILS」、宮城・仙台市を中心に進学塾「あすなろ学院」、福島で進学塾「大志ゼミナール」を運営。
    - WASEDA SINGAPORE PTE. LTD. - シンガポール在住の邦人子女向け受験対策塾を運営
    - 飛翔文教股份有限公司 - 台北在住の邦人子女向け受験対策塾を運営
    - GAKKEN STUDY ET VIETNAM CO.,LTD. - ベトナム在住の邦人子女向け受験対策塾を運営

  - 株式会社創造学園 - 兵庫・神戸市を中心に学習塾「エディック」、現役予備校「創学ゼミナール」等を運営。
  - 株式会社早稲田スクール - 熊本の進学塾 「早稲田スクール」を運営。
  - 株式会社イング - 大阪、奈良、和歌山エリアで総合学習塾を運営
  - 株式会社全教研 - 福岡、大分、佐賀、長崎エリアで総合学習塾を運営
  - 株式会社高等進学塾 - 難関大学・医学部受験を目指す高校生向け大学受験予備校を運営
  - 株式会社文理学院-  山梨・静岡エリアで総合学習塾を運営
  - 株式会社学研メソッド - 塾・教室サポート事業
  - 株式会社昇英塾 - 三重で展開する総合学習塾を運営
  - 株式会社エヌイーホールディングス - 愛知県で学習塾「進学塾サンライズ」「西塾」「名古屋個別指導学院」「栄光学園」、難関大学・医学部現役合格を目指す選抜制塾「コンプリートパス」を運営
  - 株式会社ライズ - 大分で展開する総合学習塾を運営
  - 株式会社GIビレッジ - 幼小一貫教育託児施設「クランテテ」を運営。市進ホールディングスとの合弁会社。
  - 株式会社YGC - やる気スイッチグループとの合弁会社。
- 株式会社Gakken - 旧・学研教育みらい。出版・コンテンツ事業、グローバル事業、医療・看護出版コンテンツ事業、園・学校・社会人事業、教室関連事業、EC・オンライン事業、広告事業。は当社が運営する子供用の交流場。教科書発行者番号は224。
  - 株式会社地球の歩き方 - 「地球の歩き方」出版および関連事業、旅行マーケティング事業
  - 株式会社Glats - オンライン英会話サービス事業
    - Great Learnings and Technologies (GLATS) Cebu, Inc. - オンライン英語のサービス開発及びレッスン提供事業

  - 株式会社学研データサービス - 保育所・認定こども園などの福祉サービス第三者評価事業
  - 株式会社Gakken LX - 資格に関するeラーニングの開発・運営及びコンサルティング
  - 株式会社桐原書店 - 英語参考書等の出版
- 株式会社Gakken SEED - 幼稚園、保育園、託児所、高齢者介護施設などへの教材、教具、遊具、備品の企画・開発・販売、及び施設設備設計、設計企画のコンサルタント業務のほか、各種セミナーの開催、人材教育
- 株式会社文理 - 教科書準拠を中心とした小中学生向け学習教材の制作・販売事業
  - 株式会社ビーコン
- 株式会社TOKYO GLOBAL GATEWAY -  会社概要  グローバル人材を育成するための教育センターの企画開発、サービス提供、管理運営他
- 株式会社TOASU - 企業内研修の企画・運営。要望に応じた研修を提供する、法人向けの人材育成事業
- 株式会社学研メディカルサポート - 医療、看護、介護分野の教育研修インターネット配信事業
- 株式会社学研ココファン - サービス付き高齢者向け住宅および有料老人ホーム等の、企画・開発・運営指定居宅サービス事業（訪問介護、居宅介護支援、通所介護、短期入所生活介護、その他）、フランチャイズ事業、不動産賃貸に関する事業、介護・保育の人材養成事業
  - 株式会社グランユニライフケアサービス - 高齢者住宅における介護サービスを中心とした運営業務
  - 株式会社学研ココファン・ナーシング - 介護予防訪問看護および訪問看護事業の企画・運営
  - 株式会社学研ファミーユ - 葬儀葬祭の企画・立案、葬儀葬祭一式の請負。株式会社きずなホールディングスとの合弁会社
  - 株式会社学研ココファン・ナーサリー - 認可・認証保育所、こども園、公設民営化による公立保育園、大型開発に伴う複合型子育て支援施設、児童健全育成機能施設の受託運営、子育て支援の立上げ・運営コンサル事業
  - 株式会社シスケア - 高齢者住宅・子育て支援施設の企画・開発・設計
  - 株式会社学研インテリジェンス - グループ会社の人事・労務・経理サービス事業
- メディカル・ケア・サービス株式会社 - グループホームを中心とした各種介護施設の企画・開発・運営。
  - グリーンフード株式会社 - グループ会社運営施設の食事に関する事業
  - 株式会社ケアスター - 福祉用具の販売及びレンタル事業
  - プロパティ・ケア・パートナーズ株式会社 - 高齢者施設の住環境の品質維持を目的とした、修理・営繕・設備管理
  - 株式会社学研メディカルファーマシー - 調剤薬局の運営・開発
- 株式会社学研ロジスティクス - 物流・倉庫・貨物運送業・システム開発・コールセンター各種業務請負
- 株式会社学研プロダクツサポート - 経理・法務・人事・総務・オフィス管理・広報・情報システム・デジタルソリューション・グローバル対応支援他の業務の受託
- アイ・シー・ネット株式会社 - 政府開発援助（ODA)コンサルティング事業、海外展開支援事業、グローバル人材育成事業、スタートアップ支援事業など、海外展開を専門としたコンサルティング事業
  - Gakken Turkey İnovatif Eğitim A.Ş. - トルコでのSTEAM教育の推進およびSTEAM教育プログラム・教材開発他
- 株式会社学研スマイルハートフル - 特例子会社
  - 株式会社学研スマイルハートフルA
- 株式会社Gakken LEAP - Ed-techサービス開発やCVC投資
- 株式会社ベンド - 教育サイト「学びTimes」「資格Times」を運営他
- 株式会社GAKKEN CC - 中国語学習に関するサービスのプラットフォーム運営他
- 株式会社ジープラスメディア - 訪日・在日外国人向けニュース及び情報メディア事業、プロモーションサービス、求人情報サービス、不動産情報サービス、クラウドサービス・アプリ・動画等の企画・制作および販売
- 学研（香港）有限公司 - 電子玩具の企画、開発、中国での生産管理、インテリア雑貨、陶器の企画、生産管理
- Gakken Education Malaysia Sdn.Bhd. - マレーシアにおいて学研教室事業を展開
- Gakken Ace Education Co.,Ltd. - ミャンマーの子どもたちを対象にした教室事業などを展開
- 学研（上海）商貿有限公司 - 中国での科学、STEAM商品、IP等を活用した事業の推進
- DTP Education Solutions Joint Stock Company - ベトナムでの出版事業

### 持分法適用関連会社
- 株式会社学研ステイフル - 文具・玩具・雑貨等の製作販売
- 株式会社レアジョブ

### 関連団体
- 公益財団法人古岡奨学会 - 古岡秀人社長らが設立、主に学校教育の振興等に努めている。学研の筆頭株主である（2012年9月30日現在）
- 公益財団法人才能開発教育研究財団 - 教育支援を目的として設立された財団法人。「日本モンテッソーリ教育綜合研究所」、「教育工学研究協議会」、「全国児童才能開発コンテスト」の3組織からなる。

### 過去のグループ・関連企業
- パック・イン・ビデオ - 設立時に出資していた。
- オルスタック・ピクチャーズ - 映像ソフト事業。設立時に学研が出資していたが、現在は電通・アミューズソフト販売などが主要株主となっている。
- 学研クレジット -  MBOでNIFベンチャーズ系の投資会社NIFキャピタルパートナーズBに売却。2007年より営業活動を停止し2012年4月に債権を売却。2012年8月ジャックスの子会社ジャックス・ペイメント・ソリューションズ株式会社に社名変更[64]。
- 学研トイズ - 玩具部門を分社。2008年（平成20年）3月に会社清算。
- 学研ビジネスサポート - 学研プロダクツサポートに吸収され、解散
- 学研ファシリティサービス - 学研プロダクツサポートに吸収され、解散
- パーゴルフ・プラス - 葵プロモーション（現・AOI Pro.）に譲渡され、パーゴルフに商号変更。
- 学研ゼミナール - 学研塾ホールディングスが保有全株式を譲渡。
- 学研クエスト - 2013年（平成25年）6月25日清算結了。
- SGラボ - スクウェア・エニックスとの合弁会社。シリアスゲーム開発。

## かつての事業

### 出版事業
2022年に連結子会社のGakkenへ集約された出版事業で手掛ける領域は広いものの、小説など文芸書は手薄である。かつては教科書や幼児教育向けの書籍のほか、アダルト雑誌の出版まで手掛けていた。関連事業も、学校向け教育映像製作、アニメーション製作出資、就支援事業、博物館などのディスプレイ設置事業、Eラーニングや電子書籍事業など広く扱う。
旧学研プラス時代に一部の事業を日本創発グループと合弁で設立したワン・パブリッシングへ譲渡している。同社では学研キッズネットの運営事業を行っており、Gakkenも株主として名を連ねているが持分適用の対象とならない非連結会社として扱われ、学研グループには含まれない。

#### 教育・エンターテインメント系
| 書籍名           | 分類                   | 備考欄                                            |
| ---------------- | ---------------------- | ------------------------------------------------- |
| はなまるきっず   | 教育雑誌               |                                                   |
| メガミマガジン   | 美少女キャラクター雑誌 |                                                   |
| アニメディア     | アニメ雑誌             | 編集・発行元は2020年3月号からイードへと移行した。 |
| ねこかん         | マンガ雑誌             |                                                   |
| おはよう奥さん   | 生活雑誌               |                                                   |
| おはよう赤ちゃん | 育児雑誌               |                                                   |
| りすうか         | 科学・数学教育雑誌     |                                                   |
| ピコロ           | 保育・幼児教育雑誌     |                                                   |

#### 趣味・芸術系
| 書籍名                            | 分類                          | 備考欄                                                                                                   |
| --------------------------------- | ----------------------------- | --- |
| ストライカー                      | サッカー専門誌                | かつては月刊であったが、2004年夏季より不定期刊となった。 2005年2月より隔月刊の『ストライカー・DX』に変更 |
| ル・ボラン                        | 自動車雑誌                    | 2018年2月付でCCCグループに譲渡。                                                                         |
| カメラGET!                        | カメラ専門誌                  | |
| 四季の写真                        | カメラ専門誌                  | |
| メイクアップマガジン              | 美容・ダイエット雑誌          | |
| 500円でわかるシリーズ             | パソコン雑誌（ムック）        | |
| 大人の科学マガジン シリーズ       | 付録付き雑誌                  | |
| TV LIFE                           | テレビ情報誌                  | 2020年7月以降、ワン・パブリッシングが発行元となっている。                                                |
| ムー                              | オカルト雑誌                  | 2020年7月以降、ワン・パブリッシングが発行元となっている。                                                |
| 上沼恵美子のおしゃべり クッキング | 料理雑誌                      | 2020年7月以降、ワン・パブリッシングが発行元となっている。                                                |
| 歴史群像                          | 戦略・戦術・戦史雑誌 （隔月） | 2020年7月以降、ワン・パブリッシングが発行元となっている。                                                |
| GetNavi                           | モノ・トレンド情報誌          | 2020年7月以降、ワン・パブリッシングが発行元となっている。                                                |
| WATCHNAVI                         | 腕時計雑誌                    | 2020年7月以降、ワン・パブリッシングが発行元となっている。                                                |
| CAPA                              | カメラ雑誌                    | 2020年7月以降、ワン・パブリッシングが発行元となっている。                                                |
| OutRider                          | オートバイツーリング 雑誌     | かつては旧立風書房により、隔月で刊行されていた。 2009年にバイクブロスへ移管された。                      |
| テーミス                          | 週刊誌                        | 1989年 - 1991年。 編集長伊藤寿男の興した株式会社テーミスに譲渡。 現在の「月刊テーミス」                  |
| レディスバイク                    | オートバイ雑誌                | 1986年 - 1992年。 1993年、編集長の興したエルビーマガジン社に譲渡。                                       |
| バックオフ                        | オートバイ雑誌                | 1987年 - 1992年。 1993年、編集長の興したフィールド出版社に譲渡。                                         |
| 週刊パーゴルフ                    | ゴルフ雑誌                    | 2009年、編集部の興したパーゴルフ・プラス社に譲渡。                                                       |

#### グラビア系
| 雑誌名 | 分類                              | 備考欄                                                    |
| ------ | --------------------------------- | --------------------------------------------------------- |
| BOMB   | 女性アイドルメインの グラビア雑誌 | 2020年7月以降、ワン・パブリッシングが発行元となっている。 |
| POTATO | 旧ジャニーズメインの グラビア雑誌 | 2020年7月以降、ワン・パブリッシングが発行元となっている。 |

#### 廃刊・休刊
| シリーズ名         | 書籍名                                     | 書籍名                           | 分類             | 備考欄       |
| ------------------ | ------------------------------------------ | -------------------------------- | ---------------- | ------------ |
| 科学と学習シリーズ | 1年のかがく                                | 1年の学習                        | 教育雑誌         | 2010年に休刊 |
| 科学と学習シリーズ | 2年のかがく                                | 2年の学習                        | 教育雑誌         | 2010年に休刊 |
| 科学と学習シリーズ | 3年の科学                                  | 3年の学習                        | 教育雑誌         | 2010年に休刊 |
| 科学と学習シリーズ | 4年の科学                                  | 4年の学習                        | 教育雑誌         | 2010年に休刊 |
| 科学と学習シリーズ | 5年の科学                                  | 5年の学習                        | 教育雑誌         | 2010年に休刊 |
| 科学と学習シリーズ | 6年の科学                                  | 6年の学習                        | 教育雑誌         | 2010年に休刊 |
| 中学コースシリーズ | 中学一年コース                             | 中学一年コース                   | 教育雑誌         | 1999年に廃刊 |
| 中学コースシリーズ | 中学二年コース                             |                                  | 教育雑誌         | 1999年に廃刊 |
| 中学コースシリーズ | 中学三年コース                             |                                  | 教育雑誌         | 1999年に廃刊 |
| 高校コースシリーズ | 高1Vコース （旧：高1コース）               | 高2V進学コース （旧：高2コース） | 教育雑誌         | 廃刊         |
| 高校コースシリーズ | 大学受験Vコース （旧：大学受験 高3コース） | ing高校コース                    | 教育雑誌         | 廃刊         |
|                    | UTAN                                       | UTAN                             | 科学雑誌         | 1997年に休刊 |
|                    | アニメV                                    | アニメV                          | アニメ雑誌       |              |
|                    | Momoco                                     | Momoco                           | グラビア雑誌     |              |
|                    | Lemon                                      | Lemon                            | ファッション雑誌 |              |
|                    | ピチレモン                                 | ピチレモン                       | ファッション雑誌 |              |
|                    | Fapri（旧：ANEX PICHI）                    | Fapri（旧：ANEX PICHI）          | ファッション雑誌 |              |
|                    | 少年チャレンジ                             | 少年チャレンジ                   | マンガ雑誌       |              |
|                    | 月刊コミックNORA                           | 月刊コミックNORA                 | マンガ雑誌       | 1998年に休刊 |
|                    | CAIN                                       | CAIN                             | マンガ雑誌       | 1998年に休刊 |
|                    | コミックPocke                              | コミックPocke                    | マンガ雑誌       | 1998年に休刊 |
|                    | 月刊LCミステリー                           | 月刊LCミステリー                 | マンガ雑誌       |              |
|                    | コミックガイズ                             | コミックガイズ                   | マンガ雑誌       |              |
|                    | ファミコントップ                           | ファミコントップ                 | ゲーム雑誌       |              |
|                    | マイコンライフ                             | マイコンライフ                   | コンピュータ雑誌 |              |
|                    | PCing                                      | PCing                            | コンピュータ雑誌 |              |
|                    | ネットピア                                 | ネットピア                       | コンピュータ雑誌 |              |
|                    | 合格情報処理                               | 合格情報処理                     | 試験対策誌       |              |
|                    | つりトップ（旧：少年つりトップ）           | つりトップ（旧：少年つりトップ） | 釣り雑誌         | 2000年に休刊 |
|                    | SoundAll                                   | SoundAll                         | 音楽雑誌         | 1984年に休刊 |
|                    | ザ・ベストワン                             | ザ・ベストワン                   | 芸能雑誌         |              |
|                    | T.Tennis                                   | T.Tennis                         | テニス雑誌       | 2010年に休刊 |
|                    | デジキャパ!                                | デジキャパ!                      | カメラ雑誌       |              |
|                    | キッス                                     | キッス                           | ファッション雑誌 | 1984年休刊   |

### 主な書籍
学研まんが（児童書）
- 『ひみつシリーズ』
- 『伝記シリーズ』
- 『事典シリーズ』
- 『人物日本史』

学習参考書
高校学習・大学受験対策の書籍は東進ハイスクールの講師が著するものが多い。
- 荻野文子 『マドンナ古文』、『マドンナ古文単語 230』、『古文 マドンナ解法』（高校学参）等
- 井川治久 『超基礎英語わかりすぎる!』、『もっとわかりすぎる! 英語のルール55』、『頻出問題わかりすぎる!』等
- 樋口裕一 『読むだけ小論文』シリーズ、等

歴史群像新書
- 横山信義 『群龍の海』等

その他
- 宮本哲也 『賢くなるパズル』シリーズ
- 日本テレビ 『ZIP!MOCO'Sキッチン』シリーズ

#### 辞書・辞典
- アンカー英和辞典
- アンカー和英辞典

#### 学校教科書・副読本
教科書（教科用図書）…持株会社制移行に伴い、発行者は学研教育みらいが担当。
- 新・みんなの保健 - 保健
- 新・中学保健体育 - 保健体育

副読本
- みんなの体育（たいいく） - 小学校体育
- みんなの道徳（どうとく） - 小学校道徳
- みんなの安全と生活 - 小学校での安全指導
- 私（わたし）たちと情報 - 小学校での情報教育
- かけがえのないきみだから - 中学校道徳
- こころのノート - 小学校道徳補助教材、市販本版は全学年分発行。

### 学校教育向け教材
- 中学保健体育実技 - 中学体育で扱うスポーツ実技のルールやフォームなどを絵図で掲載
- 新・中学保健体育の学習 - 問題集
- ステップワーク - 小学校国語・算数教科の問題集

「中学保健体育実技」は2000年発行分まで表紙に『Love Sports』とサブタイトルが掲げられていたが、これが英語で「性行為」を意図する旨の 外部からの指摘 が2000年11 - 12月にあって、翌年発行分から当該部分が削除される事態となった。副読本のため教科用図書検定などによる文部省（現：文部科学省）のチェックは対象外である。

### 玩具
- メカモ
- 学研電子ブロック
- 学研マイキット
- ボーイズコマンダー
- Nゲージ鉄道模型（1975年 - 販売終了。※Nゲージ参照）
- LSIゲーム
- 学研大人の科学
- TVボーイ（家庭用ゲーム機、1983年）
- でんパチくん

### アニメ
作品の権利は学研教育出版→学研プラスを経てGakkenへ承継されている。
- 機甲創世記モスピーダ（初期は玩具販売のみだったがのちに各種ムック本出版へと版図を広げた）（フジテレビ）
- スプーンおばさん（NHK）
- サラダ十勇士トマトマン（テレビ東京・TVQ共同製作）
- 地球SOS それいけコロリン（NHK）
- ニルスのふしぎな旅（NHK）
- ジャングル大帝（第3作）（テレビ東京）
- ボスコアドベンチャー（読売テレビ）
- まいっちんぐマチコ先生（テレビ東京）
- 三つ目がとおる（テレビ東京）
- ミラクルジャイアンツ童夢くん（日本テレビ）
- アニメ三銃士（NHK）
- はじめ人間ゴン（NHK）
- ぐるぐるタウンはなまるくん（テレビ大阪）
- おとぎストーリー 天使のしっぽ（WOWOW）
- 流星戦隊ムスメット（UHFアニメ）
- 魔法少女リリカルなのはStrikerS（UHFアニメ）

#### アニメーション制作
- マッチ売りの少女（1971年12月12日公開、東宝チャンピオンまつり内） - 学研映像局製作の人形アニメ
- チックンタックン（フジテレビ）
- 忍たま乱太郎（NHK）（亜細亜堂と共同制作、1996年9月まで）
- ひみつの花園（NHK）
- TWD EXPRESS ROLLING TAKEOFF（OVA）

### ゲームソフト
1980年代前半から1990年代前半までゲームソフトの開発・販売を行っていたが、1990年（平成2年）に娯楽ゲーム（非教育用途）から完全に撤退し、二度と娯楽ゲームは展開しなくなった。また、娯楽ゲームは学研が社を挙げて全ての逐次刊行物で宣伝していたことでも知られいた。2001年（平成13年）までは学研単体によるシリアスゲーム（教育・PRを目的とするゲーム）のみを展開していた。
その後、2006年（平成18年）にスクウェア・エニックスとの合弁企業としてSGラボを設立し、シリアスゲームの共同開発で提携。2007年（平成19年）より学研側がSGラボ開発タイトルを発売し、6年振りにゲーム事業に再参入を行い、2013年（平成25年）まで展開していた。
- アーケードゲーム（船井電機との共同制作）
  - インター・ステラ
  - エシュズオルンミラ
  - インターステラ ザンガス
- LSIゲーム[65][66]
  - 平安京エイリアン
  - インベーダー
  - パックモンスター
  - スーパーコブラ
  - ディグダグ
- ファミリーコンピュータ
  - タイタニックミステリー
  - ムーランルージュ戦記 メルヴィルの炎
  - マイト・アンド・マジック
- 3DO
  - えいごでGO!
- PlayStation
  - あそんであいうえお
  - あそんでかず・すうじ
  - あそんで知育アップ
- ニンテンドーDS
  - 学研DS 大人の学習 金田一先生の日本語レッスン
- アーケード
  - 子育てクイズ　マイエンジェル3（問題制作）

### 文学賞
- 小川未明文学賞
- メガミノベル大賞

### 音楽ソフト部門
- 1987年（昭和62年）12月にプラッツというレコード会社を立ち上げ、織田哲郎、奥井亜紀、岡部東子などのアーティストを擁したが、現在は音源制作からは撤退。著作権管理のみグループ会社のプラッツアーティスト（プラッツから社名変更）に移管している。

### アパレル
- 2015年4月にグループ会社である学研教育みらいが女性向けアパレルブランド「Surlie（シュルリ）」のサイト運営をスタート、販売はショップ．学研が担当する[67]。

## テレビ番組
- 日経スペシャル カンブリア宮殿 幼児から高齢者までを徹底サポート 教育と医療福祉の2本柱で驚異のV字回復（2020年3月19日、テレビ東京）[68]

## 関連人物
- 古岡秀人
- 川村龍一 - パーソナリティーになる前は学研の音楽雑誌編集スタッフだった。
- 畑正憲 - 作家として独立する前、映像部門の社員として理科を中心に学習映画の制作に携わっていた。
- 國分眞一 - 「東京ふじせ企画労働組合」の執行委員長にして唯一の組合員。
- 江頭2:50 - カセット学習教材（1994年）に所属事務所を通さず出演（闇営業）していた